# Excellence
Excellence (FSRU) – плавуча установка з регазифікації та зберігання зрідженого природного газу (Floating storage and regasification unit, FSRU), споруджена для компанії Excelerate Energy.

## Загальна інформація
Починаючи з 2005-го року Excelerate Energy створила найбільший в світі флот FSRU, при цьому її другим судном цього типу стало Excellence. Останнє завершили у 2005-му на південнокорейській верфі  Daewoo Shipbuilding&Marine Engineering у Кодже. 
Розміщена на борту регазифікаційна установка здатна видавати 14 млн м3 на добу. Зберігання ЗПГ відбувається у резервуарах загальним об’ємом 138000 м3. За необхідності, судно може використовуватись як звичайний ЗПГ-танкер.

## Служба судна
Комерційна експлуатація Excellence почалась у травні 2005-го, при цьому перші кілька років режим використання судна не передбачав його тривалого перебування на певному терміналі. Натомість воно могло бути задіяним для постачання створених Excelerate Energy кількох особливих терміналів, для яких були важливими функції ЗПГ-танкеру та регазифікації (такі термінали забезпечували доступ до розвинених газотранспортних систем, котрі могли самостійно впоратись із завданням зберігання ресурсу після регазифікації). Спершу судно задіяли на Gulf Gateway Deepwater Port у Мексиканській затоці. А у другій половині травня 2008-го воно доправило перший вантаж для терміналу Northeast Gateway біля узбережжя Массачусетса. За необхідності Excellence залучали до виконання інших завдань, так, на початку травня 2008-го судно провело передачу вантажу ЗПГ на борт іншої плавучої установки Excelsior, яка вирушала до місця роботи на аргентинському терміналі Баїя-Бланка.
З січня 2013-го Excellence узялось за обслуговування ізраїльського терміналу ЗПГ, створеного у Середземному морі біля порту Хадера. У вересні 2014-го Excellence замінили на установку тієї ж компанії Expedient, яка має таку ж саме регазифікаційну потужність і дещо більший обсяг зберігання, проте не пізніше 2016-го до Хадери сюди знов повернулась Excellence (при цьому у другій половині 2016-го судно відлучалось для одномісячного обслуговування у сухому доці в іспанському місті Ферроль). 
Excellence працювала у Хадері щонайменше до весни 2017-го, а наступного року її перевели до нового терміналу поблизу бангладеського острова Мохешкалі. У квітні 2018-го Excellence з вантажем ЗПГ із Катару прибула до узбережжя Бангладеш, проте проблеми із причальним комплексом, здійснити швартовку до якого заважала погана погода, затримали початок роботи аж до серпня. Укладений контракт передбачає використання Excellence у Мохешкалі протягом 15 років.